# Halkopirit
Halkopirit je bakrov/železov sulfidni mineral s kemijsko formulo CuFeS2. 
Kristalizira v tetragonalnem kristalnem sistemu. Kristali so medene ali zlato rumene barve s trdoto 3,5-4. Barva črte je zanj značilno zelenkasto črna.  Na zraku oksidira v razne okside, hidrokside in sulfate.
Spremljajoči  minerali  so sulfidi bornit (Cu5FeS4), halkozin (Cu2S), kovelin (CuS) in digenit (Cu9S5), karbonata malahit in azurit in redko oksidi, na primer kuprit (Cu2O). Halkopirit se le redkokdaj pojavlja skupaj s samorodnim bakrom. 

## Prepoznavanje
Halkopirit se pogosto zamenjuje s piritom, čeprav pirit kristalizira v kubičnem in ne v tetragonalnem kristalnem sistemu.  Poleg tega je halkopirit običajno masiven, redkokdaj kristaliničen in manj krhek. Halkopirit je tudi temnejše rumene barve z zelenkastim odtenkom in zanj značilnim mastnim leskom.
Halkopirit so zaradi rumene barve in visoke vsebnosti bakra pogosto imenovali tudi "rumeni baker". 

## Kemija
Naravni halkopirit ne tvori trdnih raztopin z nobenim drugim sulfidnim mineralom. Baker je lahko samo v omejenem obsegu zamenjan s cinkom, čeprav ima halkopirit enako kristalno strukturo kot sfalerit.
Sfalerit je kljub temu pogosto onesnažen s sledovi drugih elementov, na primer s kobaltom, nikeljem, manganom, cinkom in  kositrom, ki zamenjujejo baker in železo, ter Selen, železo in arzen, ki zamenjujejo žveplo. Pojavljajo so tudi sledovi srebra, zlata, platine, paladija, svinca, vanadija, kroma, indija, aluminija in antimona.
Mnogi omenjeni elementi so zelo verjetno prisotni zaradi fine mešane rasti njihovih mineralov s halkopiritom. Lamele arzenopirita na primer prinašajo As, molibdenit Mo itd.

## Parageneza
Halkopirit je zaradi raznoterih prosesov nastajanja rud prisoten v različnih rudiščih. 
Prisoten je v vulkanogenih masivnih sulfidih rudnih skladih in sedimentno-ekshalativnih sedimentnih skladih, kjer je nastal z odlaganjem bakra med hidrotermalno cirkulacijo. Halkopirit se je v tem okolju koncentriral s pretokom tekočine.
Porfirni bakrovi rudni skladi so natali s koncentriranjem bakra v granitnih skladih med dvigovanjem in kristaliziranjem magme. Halkopirit je v tem okolju nastal s koncentriranjem v magmi.
Halkopirit je spremljajoči mineral v komatiitskih nikljevih rudnih skladih kambaldskega tipa, v katerih je nastal iz nezdružljivih sulfidnih talin v ultramafičnih lavah, nasičenih z žveplom. Halkopirit je v tem okolju nastal z ločevanjem tekočih sulfidov od nezdružljivih tekočih silikatov. 

## Nahajališča
Halkopirit je najpomembnejša bakrova ruda. Pojavlja se v različnih tipih rud, od masivnih skladov v Timminsu, Ontario,  do nepravilnih žil in leč v granitnih in dioritnih intruzijah v porfirnih skladih v Kordiljerah in Andih. Prisoten je tudi v ogromnih skladih Cu-Au-U Olympic Dam v južni Avstraliji. Piritni grozdi se včasih pojavljajo tudi v skladih premoga in osamljenih ležiščih v karbonatnih sedimentnih kamninah.

## Slika
Halkopirit ima zelo različne oblike in barve:
- Motni halkopirit
- "Mehurčasti baker", različek halkopirita iz Redrutha, Cornwall, Združeno kraljestvo.
- Bogato obarvan halkopirit
- Halkopirit iz Grube Georga, Westerwald, Nemčija.